# Cadwallon ab Ieuaf
Pour les articles homonymes, voir Cadwallon.
Cadwallon ab Ieuaf (? - † 986) était un roi de Gwynedd.

## Origine
Il était le fils de Ieuaf ab Idwal et avait succédé à son frère, Hywel le Mauvais en 985.

## Règne
Il ne reste sur le trône qu'une année au cours de laquelle il tue son cousin et sans doute prétendant, Ionafal ap Meurig. La même année, Maredudd ab Owain de Deheubarth envahit le Gwynedd, le tue et annexe son royaume. 